# إكيورسي إن ميديا (AIM)
إكيورسي إن ميديا (AIM)  منظمة أمريكية غير ربحية لمراقبة وسائل الإعلام الإخبارية، تأسست عام 1969 على يد الاقتصادي ريد إيرفين.
دعمت AIM حرب فيتنام وألقت باللوم على انحياز وسائل الإعلام في خسارة الولايات المتحدة في الحرب. في أثناء إدارة ريغان، انتقدت AIM التقارير حول مذبحة الموزوت في السلفادور. خلال إدارة كلينتون، دفعت AIM نظريات المؤامرة تجاه فينس فوستر. خلال إدارة جورج دبليو بوش، اتهمت وسائل الإعلام بالتحيز ضد حرب العراق، ودافعت عن استخدام إدارة بوش للتعذيب، وشنت حملة لمنع الولايات المتحدة من التوقيع على اتفاقية الأمم المتحدة لقانون البحار. ووصفت المرشح الرئاسي لعام 2008 باراك أوباما بأنه «المرشح الأكثر راديكالية على الإطلاق الذي يقف على شفا الحصول على ترشيح حزبه للرئاسة. ومن الواضح أنه عضو في حركة اشتراكية دولية». كما انتقدت استجابة وسائل الإعلام لوباء كورونا.
انتقدت منظمة AIM، التي تعارض الإجماع العلمي بشأن تغير المناخ، التقارير الإعلامية حول تغير المناخ. تمنح المنظمة جائزة ريد إيرفاين في الإعلام. من بين المستفيدين السابقين مارك مورانو (الذي يدير موقع ClimateDepot  لإنكار تغير المناخ)، وتاكر كارلسون، وجيم هوفت (الذي يدير موقع المؤامرة اليميني المتطرف بوابة بندت).

## تاريخ الإنشاء
تأسست شركة Accuracy in Media (AIM) في عام 1969 على يد ريد إيرفين، الخبير الاقتصادي في بنك الاحتياطي الفيدرالي. من أجل الحد مما يعتبرونه تحيزًا في التقارير الإعلامية، تعمل AIM على "التحقيق في الشكاوى، ورفع القضايا المثبتة إلى كبار مسؤولي وسائل الإعلام، والسعي إلى التصحيحات، وحشد الضغط العام لاتخاذ إجراءات تصحيحية".
أرسل ريد إيرفين والسكرتير التنفيذي آنذاك أبراهام كاليش رسائل إلى رؤساء تحرير العديد من الصحف والمجلات التي حددوا أنها منحرفة، وكانوا ينادون بقصص إخبارية مائلة. إذا رفضت الصحيفة الخطاب، اشترت AIM مساحة وطبع الخطاب في تلك الصحيفة. ابتداءً من عام 1975، بدأت شركة Accuracy in Media في شراء الأسهم في شركات الإعلام الكبرى، ما سمح لإيرفين بحضور الاجتماعات السنوية للمساهمين. لقد استخدم هذه الفرص للتعبير عن مخاوف AIM لأصحاب الشركات المختلفة. نجل ريد، دون، يترأس المنظمة. أشار دون إيرفين إلى والده باعتباره "معاديًا شديدًا للشيوعية". في عام 1990، ذكر والتر جودمان من صحيفة نيويورك تايمز إيرفين بسبب «جهوده للضغط على الشبكات والمعلنين لقمع المراسلين الذين يستثنيهم، لا تجعله متحمسًا للتعبير غير المقيد». بعد وفاة إيرفين في عام 2004، جاء في مقال افتتاحي في مجلة Columbia Journalism Review أن «[إيرفين] كان أعمى تمامًا عن تحيزاته، ويمكن أن يكون فظيعًا وغير عادل في هجماته، لكنه كان يعرف شيئًا عن وسائل الإعلام الرئيسية لدينا» ونسب الفضل إلى إيرفين ويرجع ذلك جزئيًا إلى ظهور وجهة النظر الشعبية المحافظة بأن وسائل الإعلام الأمريكية مشبعة بانحياز ليبرالي.
وفقًا لصحيفة واشنطن بوست، بينما كان إيرفين يعمل في مجلس الاحتياطي الفيدرالي، غالبًا ما «اشتكى زملاؤه في العمل والذين تناول الغداء معهم من أن وجهات النظر المحافظة لم يُبلغ عنها بشكل كافٍ في وسائل الإعلام». في طريقه لتغيير هذا، قام إيرفين بتشكيل AIM.
يقال أيضًا أن ريد إيرفين تشجع على بدء المنظمة بعد المؤتمر الوطني الديمقراطي لعام 1968 لأنه كان يعتقد أن شبكات وسائل الإعلام الرئيسية كانت متعاطفة بشكل مفرط مع المتظاهرين المناهضين للحرب.
نمت العضوية في AIM بشكل ملحوظ عندما كان ريغان رئيسًا، وتجاوزت 40.000 عضوًا بميزانية قدرها 1.5 مليون دولار. مع نمو المنظمة، كان ريد إيرفين أيضًا مساهمًا في الشركات الإعلامية. خلال اجتماع المساهمين لـ TBS في عام 1989، قال إيرفين في الاجتماع إن المنظمات ذات الميول المحافظة واجهت صعوبة في الحصول على وجهات نظرها على TBS ولم يكن هذا هو الحال بالنسبة للمجموعات ذات الميول الليبرالية.
اعتبارًا من أبريل 2020، كان الرئيس لـ AIM آدم جيليت.

### التمويل
دخلت AIM في عام 1971 برأس مال 5000 دولار. بحلول أوائل الثمانينيات، كان لديها 1.5 مليون دولار. في عام 2009، تلقت 500000 دولار من المساهمات.
من المعروف أن ما لا يقل عن ثماني شركات نفط منفصلة كانت مساهمًا في أوائل الثمانينيات. جرى تقديم ثلاثة متبرعين فقط بالاسم: مؤسسة الحلفاء التعليمية (التي أسسها ويرأسها جورج باراش)، وشيلبي كولوم ديفيس، والملياردير ريتشارد ميلون سكيف. قدم سكيف مبلغ 2.2 مليون دولار لـ Accuracy in Media بين عامي 1977 و 1998. وقد تم تمويل AIM من قبل Exxon.